# Základní povinnost
Základní povinnost (v anglickém originále The First Duty) je devatenáctá epizoda páté sezóny seriálu Star Trek: Nová generace.

## Příběh
Loď Enterprise míří k Zemi. V tom se Beverly Crusherová dozví, že její syn Wesley, který na Zemi studuje na Hvězdné akademii, utrpěl zranění při nehodě během nácviku akrobatického letu; z pěti členů letky přitom zahynul jeden, Josh.
Při vyšetřování nehody však kadeti nedokáží vysvětlit, co se přesně stalo, a vedoucí vyšetřování, admirál Brandová, má podezření, že lžou nebo něco tají. Velitel letky, Nick Locarno, jim v soukromí říká, že musí ještě chvíli vydržet a neříci pravdu. Podezření se ještě zvýší, když satelitní snímek pořízený několik sekund před srážkou ukáže čluny ve zcela jiné formaci, než by odpovídalo výpovědi kadetů.
Kapitán Picard se od zahradníka Boothbyho dozví, že na tuto elitní letku se ostatní kadeti dívali jako na bohy. Mezitím Wesley vehementně odmítne návrh své matky, že rodiče všech kadetů požádají admirála Brandovou, aby odročila líčení, dokud se rozpor nevysvětlí.
Nakonec kapitán Picard skrze sérii dedukcí odhalí pravdu: ke srážce došlo, když se letka snažila nacvičit vysoce riskantní a proto přísně zakázaný manévr, který by diváky oslnil a zajistil kadetům věčnou slávu. Když se na to Wesleyho zeptá, Wesley mu odmítne odpovědět. Rozzlobený kapitán mu řekne:
„Základní povinností každého důstojníka Flotily je povinnost vůči pravdě, ať je to pravda historická, pravda vědecká nebo pravda osobní. Je to ústřední princip, na kterém Flotila stojí. A pokud to v sobě nenajdete, vstát a říci pravdu o tom, co se opravdu stalo, pak si nezasloužíte nosit tuto uniformu. Já vám to usnadním, pane Crushere: Buď zítra řeknete pravdu, nebo to udělám já.“
Wesley to ihned sdělí Nickovi. Ten jej přesvědčuje, aby mlčel, ale Wesley si uvědomí, jak je jeho jednání manipulativní. Jelikož kadeti lživě svedli vinu na Joshe a jeho otec se Wesleymu za to omluvil, Wesley si uvědomí, že by nebyl schopen s takovou lží žít a podívat se Joshovu otci do očí.
Když admirál Brandová pro nedostatek důkazů zprostí kadety obvinění, Wesley řekne všem pravdu. Nick vezme veškerou odpovědnost na sebe, ostatní proto o vlásek uniknou vyloučení z akademie, ovšem díky vzniklé ostudě to nebudou mít ve škole lehké.

## Postavy
- Nick Locarno měl být členem posádky seriálu Vesmírná loď Voyager. Protože by však jeho tvůrci museli za každý díl platit poplatek autorovi této postavy, bylo rozhodnuto, že tentýž herec bude hrát Toma Parise, který je Nickovým obdivovatelem.

- Sito Jaxa, bajoranská členka letky, se objeví ještě v epizodě V podpalubí, kde ji kapitán Picard nejprve ostře vytýká její lhaní před několika lety (právě v epizodě Základní povinnost), ovšem svůj příkrý postoj jen předstírá, aby ji vyzkoušel. Poté si velmi cení její obětavosti, kdy za cenu vlastního života ochrání cardassianského špeha pracujícího pro Federaci

- Zahradník Boothby je zmíněn ještě v epizodě TNG: Hra. V dílu VOY: Z masa a kostí přijal Boothbyho podobu velitel výcvikového střediska mimozemské rasy 8472 a v epizodě VOY: Zápas vystupuje Boothby v telepatické zprávě od jiného mimozemského druhu.